# Achroia innotata
Achroia innotata is een vlinder uit de familie van de snuitmotten (Pyralidae). De wetenschappelijke naam werd gepubliceerd in 1864 door Walker.
De soort komt voor in tropisch Afrika.